# Claudia Schmidt (política)
Claudia Schmidt (nascida a 26 de Abril de 1963) é uma política e educadora da Áustria que serviu como membro do Parlamento Europeu entre 2014 a 2019. Fez parte do Grupo do Partido Popular Europeu.

## Vida pessoal
Schmidt nasceu em Salzburgo, onde também serviu como prefeita.